# Zlatník (přítok Opátky)
Zlatník je potok na východním Slovensku, na rozhraní okresů Gelnica a Košice-okolí. Je to levostranný přítok Opátky, měří 4,1 km a je tokem VII. řádu. Na dolním toku je součástí hranice mezi zmíněnými okresy.
Pramení jižně od obce Veľký Folkmar, ve Volovských vrších, v podcelku Kojšovská hoľa, v lokalitě Zlatník pod sedlem Zemička, na jihovýchodním svahu vrchu Folkmarská skala (914, 7 m n. m.) v nadmořské výšce cca 590 m n. m. Od pramene teče směrem na východ, zprava přibírá krátký přítok zpod masivu Murovaná skala (pramen severně od kóty 899 m), dále sleva přítok z JZ svahu vrchu Ostrý hŕbok (797,5 m n. m.) a přechodně teče směrem na VJV. Z pravé strany dále přibírá přítok (1,2 km) zpod masivu Murovaná skala (pramen západně od kóty 854,3 m), pak levostranný přítok z jižního svahu Ostrého hŕbku a potok pokračuje znovu východním směrem. Následně se esovitě stáčí, přibírá pravostranný přítok z lokality Medzi skalami (pramen severovýchodně od kóty 854,3 m) a teče přes chatovou osadu, kde zleva přibírá krátký přítok. Nakonec se stáčí severovýchodním směrem, podtéká silnici III. třídy Košické Hámre – Opátka a severozápadně od obce Košická Belá, v blízkosti autokempu Košické Hámre, ústí v nadmořské výšce přibližně 327 m n. m. do Opátky.
Údolím potoka vede zeleně značená turistická trasa z Košických hamrů do sedla Zemička a dále přes Murovanou skálu do sedla Pod Suchým vrchem. Zatímco horní tok je součástí okresu Gelnica, dolní tok je hranicí s okresem Košice-okolí a krátký úsek v oblasti vtoku do Opátky leží již na území okresu Košice-okolí.